# Aéroport international de Puerto Suárez
L'aéroport international de Puerto Suárez (code IATA : PSZ • code OACI : SLPS) est un aéroport situé à Puerto Suárez en Bolivie.

## Situation
| \| 20 km1:4 514 000 \| Camiri Chimoré Cobija Cochabamba El Trompillo Guayaramerín La Paz Oruro Potosí Puerto · Suárez Riberalta Rurrenabaque San Borja Santa Ana · del Yacuma Sucre Tarija Trinidad Uyuni Santa Cruz Yacuiba |
| 20 km1:4 514 000 |

## Compagnies et destinations
| Compagnies | Destinations |
| ---------- | ------------ |
| Amaszonas  | Viru Viru    |

Édité le 17/10/2017  Actualisé le 7/12/2023